# 한국화장품 야구단
한국화장품 야구단(韓國化粧品 野球團)은 1976년에 창단되어 1995년 해체된 대한민국의 실업 야구팀이다.
한편, 운영자 임광정 회장 고향이 개성이었고 야구선수 출신에다 기업체가 부천에 위치하여 프로야구 출범 당시 인천·경기·강원 연고지 물망에 거론됐지만 이런저런 사정 때문에 무산됐으며 이로 인해 전국체전 당시 야구 경기도 일반부 대표로 참여했다가 뒷날 대전 대표로 참가했다.